# Françoise Tchouatcha Tafen
Françoise Tchouatcha Tafen est une joueuse de basket-ball camerounaise née le 23 novembre 1986. 

## Biographie
Françoise Tchouatcha Tafen a fait partie de l'équipe du Cameroun féminine de basket-ball. Elle défend les couleurs du Cameroun lors du Championnat d'Afrique féminin de basket-ball 2013 organisé par le Mozambique du 20 au 29 septembre 2013 . Avec l'équipe du Cameroun, elle se classe ainsi quatrième en 2013 à Maputo. Ce classement est meilleur que celui du Championnat d'Afrique féminin de basket-ball 2007 où elle termine avec ses coéquipières au sixième rang à Dakar après l'échec des Camerounaises en quart-de-finale face aux Nigérianes.

## Palmarès
- 4e du Championnat d'Afrique féminin de basket-ball 2013[3],[4]
- 6e du  Championnat d'Afrique féminin de basket-ball 2007[5],[6]